# 大法寺 (姫路市)
大法寺（だいほうじ）は、兵庫県姫路市五軒邸にある日蓮宗の寺院で、山号は妙光山である。旧本山は大本山妙顕寺（四条門流）。

## 歴史
永禄年間（1558年 - 1570年）、一心院日就が書写の西坂に建立した。慶長6年（1601年）の池田輝政による姫路城築城の際の城下町建設にともない現在地に移転した。このため周辺は寺町で本領寺、妙善寺、妙国寺、法華寺、円光寺、妙立寺などの寺院が立ち並ぶ。昭和20年（1945年）7月4日には姫路大空襲で焼失した。

## 境内
- 本堂

## 関連資料
- 『『生野道』をたずねて』姫路市教育委員会文化財課（2017年）